# Nuoto ai campionati mondiali di nuoto 2019
Le gare di nuoto ai campionati mondiali di nuoto 2019 si sono svolte dal 21 al 28 luglio 2019, presso il Nambu International Aipquatics Centre, nella città sudcoreana di Gwangju. Sono state disputate un totale di 42 gare: 20 maschili, 20 femminili e 2 miste.

## Calendario
| Data           | Ora (UTC+9) | Evento                                            |
| -------------- | ----------- | ------------------------------------------------- |
| 21 luglio 2019 | 10:00       | Batterie 100 m farfalla femminili                 |
| 21 luglio 2019 | 10:00       | Batterie 400 m stile libero maschili              |
| 21 luglio 2019 | 10:00       | Batterie 200 m misti femminili                    |
| 21 luglio 2019 | 10:00       | Batterie 50 m farfalla maschili                   |
| 21 luglio 2019 | 10:00       | Batterie 400 m stile libero femminili             |
| 21 luglio 2019 | 10:00       | Batterie 100 m rana maschili                      |
| 21 luglio 2019 | 10:00       | Batterie staffetta 4x100 m stile libero femminili |
| 21 luglio 2019 | 10:00       | Batterie staffetta 4x100 m stile libero maschili  |
| 21 luglio 2019 | 20:00       | Finale 400 m stile libero maschile                |
| 21 luglio 2019 | 20:00       | Semifinali 100 m farfalla femminili               |
| 21 luglio 2019 | 20:00       | Semifinali 50 m farfalla maschili                 |
| 21 luglio 2019 | 20:00       | Finale 400 m stile libero femminile               |
| 21 luglio 2019 | 20:00       | Semifinali 100 m rana maschili                    |
| 21 luglio 2019 | 20:00       | Semifinali 200 m misti femminili                  |
| 21 luglio 2019 | 20:00       | Finale staffetta 4x100 m stile libero maschile    |
| 21 luglio 2019 | 20:00       | Finale staffetta 4x100 m stile libero femminile   |
| 22 luglio 2019 | 10:00       | Batterie 100 m dorso femminili                    |
| 22 luglio 2019 | 10:00       | Batterie 100 m dorso maschili                     |
| 22 luglio 2019 | 10:00       | Batterie 100 m rana femminili                     |
| 22 luglio 2019 | 10:00       | Batterie 200 m stile libero maschili              |
| 22 luglio 2019 | 10:00       | Batterie 1500 m stile libero femminili            |
| 22 luglio 2019 | 20:00       | Finale 100 m rana maschile                        |
| 22 luglio 2019 | 20:00       | Finale 100 m farfalla femminile                   |
| 22 luglio 2019 | 20:00       | Semifinali 100 m dorso maschili                   |
| 22 luglio 2019 | 20:00       | Semifinali 100 m rana femminili                   |
| 22 luglio 2019 | 20:00       | Finale 50 m farfalla maschile                     |
| 22 luglio 2019 | 20:00       | Semifinali 100 m dorso femminili                  |
| 22 luglio 2019 | 20:00       | Semifinali 200 m stile libero maschili            |
| 22 luglio 2019 | 20:00       | Finale 200 m misti femminile                      |
| 23 luglio 2019 | 10:00       | Batterie 50 m rana maschili                       |
| 23 luglio 2019 | 10:00       | Batterie 200 m stile libero femminili             |
| 23 luglio 2019 | 10:00       | Batterie 200 m farfalla maschili                  |
| 23 luglio 2019 | 10:00       | Batterie 800 m stile libero maschili              |
| 23 luglio 2019 | 20:00       | Finale 200 m stile libero maschile                |
| 23 luglio 2019 | 20:00       | Finale 1500 m stile libero femminile              |
| 23 luglio 2019 | 20:00       | Semifinali 50 m rana maschili                     |
| 23 luglio 2019 | 20:00       | Finale 100 m dorso femminile                      |
| 23 luglio 2019 | 20:00       | Finale 100 m dorso maschile                       |
| 23 luglio 2019 | 20:00       | Semifinali 200 m stile libero femminili           |
| 23 luglio 2019 | 20:00       | Semifinali 200 m farfalla maschili                |
| 23 luglio 2019 | 20:00       | Finale 100 m rana femminile                       |
| 24 luglio 2019 | 10:00       | Batterie 50 m dorso femminili                     |
| 24 luglio 2019 | 10:00       | Batterie 100 m stile libero maschili              |
| 24 luglio 2019 | 10:00       | Batterie 200 m farfalla femminili                 |
| 24 luglio 2019 | 10:00       | Batterie 200 m misti maschili                     |
| 24 luglio 2019 | 10:00       | Batterie staffetta mista 4x100 m misti            |
| 24 luglio 2019 | 20:00       | Finale 200 m stile libero femminile               |
| 24 luglio 2019 | 20:00       | Semifinali 100 m stile libero maschili            |
| 24 luglio 2019 | 20:00       | Semifinali 50 m dorso femminili                   |
| 24 luglio 2019 | 20:00       | Finale 200 m farfalla maschile                    |
| 24 luglio 2019 | 20:00       | Finale 50 m rana maschile                         |
| 24 luglio 2019 | 20:00       | Semifinali 200 m farfalla femminili               |
| 24 luglio 2019 | 20:00       | Semifinali 200 m misti maschili                   |
| 24 luglio 2019 | 20:00       | Finale 800 m stile libero maschile                |
| 24 luglio 2019 | 20:00       | Finale staffetta mista 4x100 m misti              |
| 25 luglio 2019 | 10:00       | Batterie 100 m stile libero femminili             |
| 25 luglio 2019 | 10:00       | Batterie 200 m dorso maschili                     |
| 25 luglio 2019 | 10:00       | Batterie 200 m rana femminili                     |
| 25 luglio 2019 | 10:00       | Batterie 200 m rana maschili                      |
| 25 luglio 2019 | 10:00       | Batterie staffetta 4x200 m stile libero femminili |
| 25 luglio 2019 | 20:00       | Finale 200 m misti maschile                       |
| 25 luglio 2019 | 20:00       | Semifinali 100 m stile libero femminili           |
| 25 luglio 2019 | 20:00       | Finale 100 m stile libero maschile                |
| 25 luglio 2019 | 20:00       | Finale 50 m dorso femminile                       |
| 25 luglio 2019 | 20:00       | Semifinali 200 m rana maschili                    |
| 25 luglio 2019 | 20:00       | Finale 200 m farfalla femminile                   |
| 25 luglio 2019 | 20:00       | Semifinali 200 m rana femminili                   |
| 25 luglio 2019 | 20:00       | Semifinale 200 m dorso maschile                   |
| 25 luglio 2019 | 20:00       | Finale staffetta 4x200 m stile libero femminile   |
| 26 luglio 2019 | 10:00       | Batterie 50 m stile libero maschili               |
| 26 luglio 2019 | 10:00       | Batterie 50 m farfalla femminili                  |
| 26 luglio 2019 | 10:00       | Batterie 100 m farfalla maschili                  |
| 26 luglio 2019 | 10:00       | Batterie 200 m dorso femminili                    |
| 26 luglio 2019 | 10:00       | Batterie staffetta 4x200 m stile libero maschili  |
| 26 luglio 2019 | 10:00       | Batterie 800 m stile libero femminili             |
| 26 luglio 2019 | 20:00       | Finale 100 m stile libero femminile               |
| 26 luglio 2019 | 20:00       | Finale 200 m dorso maschile                       |
| 26 luglio 2019 | 20:00       | Semifinali 200 m dorso femminili                  |
| 26 luglio 2019 | 20:00       | Semifinali 50 m stile libero maschili             |
| 26 luglio 2019 | 20:00       | Finale 200 m rana femminile                       |
| 26 luglio 2019 | 20:00       | Semifinali 100 m farfalla maschili                |
| 26 luglio 2019 | 20:00       | Semifinali 50 m farfalla femminili                |
| 26 luglio 2019 | 20:00       | Finale 200 m rana maschile                        |
| 26 luglio 2019 | 20:00       | Finale staffetta 4x200 m stile libero maschile    |
| 27 luglio 2019 | 10:00       | Batterie 50 m stile libero femminili              |
| 27 luglio 2019 | 10:00       | Batterie 50 m dorso maschili                      |
| 27 luglio 2019 | 10:00       | Batterie 50 m rana femminili                      |
| 27 luglio 2019 | 10:00       | Batterie staffetta mista 4x100 m stile libero     |
| 27 luglio 2019 | 10:00       | Batterie 1500 m stile libero maschili             |
| 27 luglio 2019 | 20:00       | Finale 50 m farfalla femminile                    |
| 27 luglio 2019 | 20:00       | Finale 50 m stile libero maschile                 |
| 27 luglio 2019 | 20:00       | Finale 200 m dorso femminile                      |
| 27 luglio 2019 | 20:00       | Semifinali 50 m rana femminili                    |
| 27 luglio 2019 | 20:00       | Finale 100 m farfalla maschile                    |
| 27 luglio 2019 | 20:00       | Semifinali 50 m stile libero femminili            |
| 27 luglio 2019 | 20:00       | Semifinali 50 m dorso maschili                    |
| 27 luglio 2019 | 20:00       | Finale 800 m stile libero femminile               |
| 27 luglio 2019 | 20:00       | Finale staffetta mista 4x100 m stile libero       |
| 28 luglio 2019 | 10:00       | Batterie 400 m misti femminili                    |
| 28 luglio 2019 | 10:00       | Batterie 400 m misti maschili                     |
| 28 luglio 2019 | 10:00       | Batterie staffetta 4x100 m misti femminili        |
| 28 luglio 2019 | 10:00       | Batterie staffetta 4x100 m misti maschili         |
| 28 luglio 2019 | 20:00       | Finale 50 m rana femminile                        |
| 28 luglio 2019 | 20:00       | Finale 400 m misti maschile                       |
| 28 luglio 2019 | 20:00       | Finale 50 m stile libero femminile                |
| 28 luglio 2019 | 20:00       | Finale 50 m dorso maschile                        |
| 28 luglio 2019 | 20:00       | Finale 400 m misti femminile                      |
| 28 luglio 2019 | 20:00       | Finale 1500 m stile libero maschile               |
| 28 luglio 2019 | 20:00       | Finale staffetta 4x100 m misti femminile          |
| 28 luglio 2019 | 20:00       | Finale staffetta 4x100 m misti maschile           |

## Podi

### Uomini
| Evento                          | Oro | Tempo    | Argento | Tempo    | Bronzo | Tempo    |
| Stile libero                    | |          | |          | |          |
| 50 m (dettagli)                 | Caeleb Dressel                                                                                           | 21"04    | Bruno Fratus Kristián Goloméev                                                                                               | 21"45    | non assegnato |          |
| 100 m (dettagli)                | Caeleb Dressel                                                                                           | 46"96    | Kyle Chalmers | 47"08    | Vladislav Grinëv | 47"82    |
| 200 m (dettagli)                | Sun Yang                                                                                                 | 1'44"93  | Katsuhiro Matsumoto | 1'45"22  | Martin Maljutin Duncan Scott | 1'45"63  |
| 400 m (dettagli)                | Sun Yang                                                                                                 | 3'42"44  | Mack Horton | 3'43"17  | Gabriele Detti | 3'43"23  |
| 800 m (dettagli)                | Gregorio Paltrinieri                                                                                     | 7'39"27  | Henrik Christiansen | 7'41"28  | David Aubry | 7'42"08  |
| 1500 m (dettagli)               | Florian Wellbrock                                                                                        | 14'36"54 | Mychajlo Romančuk | 14'37"63 | Gregorio Paltrinieri | 14'38"75 |
| Dorso                           | |          | |          | |          |
| 50 m (dettagli)                 | Zane Waddel                                                                                              | 24"43    | Evgenij Rylov | 24"49    | Kliment Kolesnikov | 24"51    |
| 100 m (dettagli)                | Xu Jiayu                                                                                                 | 52"43    | Evgenij Rylov | 52"67    | Mitch Larkin | 52"67    |
| 200 m (dettagli)                | Evgenij Rylov                                                                                            | 1'53"40  | Ryan Murphy | 1'54"12  | Luke Greenbank | 1'55"85  |
| Rana                            | |          | |          | |          |
| 50 m (dettagli)                 | Adam Peaty                                                                                               | 26"06    | Felipe Lima | 26"66    | João Gomes Júnior | 26"69    |
| 100 m (dettagli)                | Adam Peaty                                                                                               | 57"14    | James Wilby | 58"46    | Yan Zibei | 58"63    |
| 200 m (dettagli)                | Anton Čupkov                                                                                             | 2'06"12  | Matthew Wilson | 2'06"68  | Ippei Watanabe | 2'06"73  |
| Farfalla                        | |          | |          | |          |
| 50 m (dettagli)                 | Caeleb Dressel                                                                                           | 22"35    | Oleg Kostin | 22"70    | Nicholas Santos | 22"79    |
| 100 m (dettagli)                | Caeleb Dressel                                                                                           | 49"66    | Andrej Minakov | 50"83    | Chad le Clos | 51"16    |
| 200 m (dettagli)                | Kristóf Milák                                                                                            | 1'50"73  | Daiya Seto | 1'53"86  | Chad le Clos | 1'54"16  |
| Misti                           | |          | |          | |          |
| 200 m (dettagli)                | Daiya Seto                                                                                               | 1'56"14  | Jérémy Desplanches | 1'56"56  | Chase Kalisz | 1'56"78  |
| 400 m (dettagli)                | Daiya Seto                                                                                               | 4'08"95  | Jay Litherland | 4'09"22  | Lewis Clareburt | 4'12"07  |
| Staffette                       | |          | |          | |          |
| 4x100 m stile libero (dettagli) | Stati Uniti Caeleb Dressel Blake Pieroni Zachary Apple Nathan Adrian Townley Haas* Michael Chadwick *    | 3'09"06  | Russia Vladislav Grinëv Vladimir Morozov Kliment Kolesnikov Evgenij Rylov Andrej Minakov*                                    | 3'09"97  | Australia Cameron McEvoy Clyde Lewis Alexander Graham Kyle Chalmers                                                                         | 3'11" 22 |
| 4x200 m stile libero (dettagli) | Australia Clyde Lewis Kyle Chalmers Alexander Graham Mack Horton Jack McLoughlin* Thomas Fraser-Holmes * | 7'00"85  | Russia Michail Dovgaljuk Michail Vekoviščev Aleksandr Krasnych Martin Maljutin Ivan Girev*                                   | 7'01"81  | Stati Uniti Andrew Seliskar Blake Pieroni Zachary Apple Townley Haas Jack Conger* Jack LeVant*                                              | 7'01" 98 |
| 4x100 m misti (dettagli)        | Gran Bretagna Luke Greenbank Adam Peaty James Guy Duncan Scott James Wilby*                              | 3'28"10  | Stati Uniti Ryan Murphy Andrew Wilson Caeleb Dressel Nathan Adrian Matt Grevers* Michael Andrew* Jack Conger* Zachary Apple* | 3'28"45  | Russia Evgenij Rylov Kirill Prigoda Andrej Minakov Vladimir Morozov Kliment Kolesnikov* Anton Čupkov* Michail Vekoviščev* Vladislav Grinëv* | 3'28"81  |

### Donne
| Evento                          | Oro | Tempo    | Argento | Tempo    | Bronzo | Tempo    |
| Stile libero                    | |          | |          | |          |
| 50 m (dettagli)                 | Simone Manuel | 24"05    | Sarah Sjöström | 24"07    | Cate Campbell                                                                                               | 24"11    |
| 100 m (dettagli)                | Simone Manuel | 52"04    | Cate Campbell | 52"42    | Sarah Sjöström                                                                                              | 52"46    |
| 200 m (dettagli)                | Federica Pellegrini | 1'54"22  | Ariarne Titmus | 1'54"66  | Sarah Sjöström                                                                                              | 1'54"78  |
| 400 m (dettagli)                | Ariarne Titmus | 3'58"76  | Katie Ledecky | 3'59"97  | Leah Smith                                                                                                  | 4'01"29  |
| 800 m (dettagli)                | Katie Ledecky | 8'13"58  | Simona Quadarella | 8'14"99  | Ariarne Titmus                                                                                              | 8'15"70  |
| 1500 m (dettagli)               | Simona Quadarella | 15'40"89 | Sarah Köhler | 15'48"83 | Wang Jianjiahe                                                                                              | 15'51"00 |
| Dorso                           | |          | |          | |          |
| 50 m (dettagli)                 | Olivia Smoliga | 27"33    | Etiene Medeiros | 27"44    | Dar'ja Vas'kina                                                                                             | 27"51    |
| 100 m (dettagli)                | Kylie Masse | 58"60    | Minna Atherton | 58"85    | Olivia Smoliga                                                                                              | 58"91    |
| 200 m (dettagli)                | Regan Smith | 2'03"69  | Kaylee McKeown | 2'06"26  | Kylie Masse                                                                                                 | 2'06"62  |
| Rana                            | |          | |          | |          |
| 50 m (dettagli)                 | Lilly King | 29"84    | Benedetta Pilato | 30"00    | Julija Efimova                                                                                              | 30"15    |
| 100 m (dettagli)                | Lilly King | 1'04"93  | Julija Efimova | 1'05"49  | Martina Carraro                                                                                             | 1'06"36  |
| 200 m (dettagli)                | Julija Efimova | 2'20"17  | Tatjana Schoenmaker                                                                                                  | 2'22"52  | Sydney Pickrem                                                                                              | 2'22"90  |
| Farfalla                        | |          | |          | |          |
| 50 m (dettagli)                 | Sarah Sjöström | 25"02    | Ranomi Kromowidjojo                                                                                                  | 25"35    | Farida Osman                                                                                                | 25"47    |
| 100 m (dettagli)                | Margaret MacNeil | 55"83    | Sarah Sjöström | 56"22    | Emma McKeon                                                                                                 | 56"61    |
| 200 m (dettagli)                | Boglárka Kapás | 2'06"78  | Hali Flickinger | 2'06"95  | Katie Drabot                                                                                                | 2'07"04  |
| Misti                           | |          | |          | |          |
| 200 m (dettagli)                | Katinka Hosszú | 2'07"53  | Ye Shiwen | 2'08"60  | Sydney Pickrem                                                                                              | 2'08"70  |
| 400 m (dettagli)                | Katinka Hosszú | 4'30"39  | Ye Shiwen | 4'32"07  | Yui Ōhashi                                                                                                  | 4'32"33  |
| Staffette                       | |          | |          | |          |
| 4x100 m stile libero (dettagli) | Australia Bronte Campbell Brianna Throssell Emma McKeon Cate Campbell Madison Wilson*                                                | 3'30"21  | Stati Uniti Mallory Comerford Abbey Weitzeil Kelsi Dahlia Simone Manuel Allison Schmitt* Margo Geer* Lia Neal*       | 3'31"02  | Canada Kayla Sanchez Taylor Ruck Penny Oleksiak Margaret MacNeil Rebecca Smith*                             | 3'31"78  |
| 4x200 m stile libero (dettagli) | Australia Ariarne Titmus Madison Wilson Brianna Throssell Emma McKeon Leah Neale* Kiah Melverton*                                    | 7'41"50  | Stati Uniti Simone Manuel Katie Ledecky Melanie Margalis Katie McLaughlin Allison Schmitt* Gabby DeLoof* Leah Smith* | 7'41"87  | Canada Kayla Sanchez Taylor Ruck Emily Overholt Penny Oleksiak Rebecca Smith* Emma O'Croinin*               | 7'44"35  |
| 4x100 m misti (dettagli)        | Stati Uniti Regan Smith Lilly King Kelsi Dahlia Simone Manuel Olivia Smoliga* Melanie Margalis* Katie McLaughlin* Mallory Comerford* | 3'50"40  | Australia Minna Atherton Jessica Hansen Emma McKeon Cate Campbell Kaylee McKeown* Brianna Throssell* Madison Wilson* | 3'53"2   | Canada Kylie Masse Sydney Pickrem Margaret MacNeil Penny Oleksiak Kierra Smith* Rebecca Smith* Taylor Ruck* | 3'53"58  |

### Misti
| Evento                          | Oro | Tempo   | Argento | Tempo   | Bronzo                                                                                                 | Tempo   |
| Staffette                       | |         | |         | |         |
| 4x100 m stile libero (dettagli) | Stati Uniti Caeleb Dressel Zachary Apple Mallory Comerford Simone Manuel Blake Pieroni* Nathan Adrian* Katie McLaughlin* Abbey Weitzeil* | 3'19"40 | Australia Kyle Chalmers Clyde Lewis Emma McKeon Bronte Campbell Cameron McEvoy* Alexander Graham* Brianna Throssell* Madison Wilson* | 3'19"97 | Francia Clément Mignon Mehdy Metella Charlotte Bonnet Marie Wattel Maxime Grousset* Béryl Gastaldello* | 3'22"11 |
| 4x100 m misti (dettagli)        | Australia Mitch Larkin Matthew Wilson Emma McKeon Cate Campbell Minna Atherton* Matthew Temple* Bronte Campbell*                         | 3'39"08 | Stati Uniti Ryan Murphy Lilly King Caeleb Dressel Simone Manuel Matt Grevers* Andrew Wilson* Kelsi Dahlia* Mallory Comerford*        | 3'39"10 | Gran Bretagna Georgia Davies Adam Peaty James Guy Freya Anderson James Wilby*                          | 3'40"68 |

## Medagliere
| Pos.   | Paese         | Oro | Argento | Bronzo | Totale |
| ------ | ------------- | --- | ------- | ------ | ------ |
| 1      | Stati Uniti   | 14  | 8       | 5      | 27     |
| 2      | Australia     | 5   | 9       | 5      | 19     |
| 3      | Ungheria      | 4   | 0       | 0      | 4      |
| 4      | Russia        | 3   | 7       | 6      | 16     |
| 5      | Italia        | 3   | 2       | 3      | 8      |
| 6      | Cina          | 3   | 2       | 2      | 7      |
| 7      | Gran Bretagna | 3   | 1       | 3      | 7      |
| 8      | Giappone      | 2   | 2       | 2      | 6      |
| 9      | Canada        | 2   | 0       | 6      | 8      |
| 10     | Svezia        | 1   | 2       | 2      | 5      |
| 11     | Sudafrica     | 1   | 1       | 2      | 4      |
| 12     | Germania      | 1   | 1       | 0      | 2      |
| 13     | Brasile       | 0   | 3       | 2      | 5      |
| 14     | Grecia        | 0   | 1       | 0      | 1      |
| 14     | Norvegia      | 0   | 1       | 0      | 1      |
| 14     | Paesi Bassi   | 0   | 1       | 0      | 1      |
| 14     | Svizzera      | 0   | 1       | 0      | 1      |
| 14     | Ucraina       | 0   | 1       | 0      | 1      |
| 19     | Francia       | 0   | 0       | 2      | 2      |
| 20     | Egitto        | 0   | 0       | 1      | 1      |
| 20     | Nuova Zelanda | 0   | 0       | 1      | 1      |
| Totale | Totale        | 42  | 43      | 42     | 127    |